# Groot Maarslag
Groot Maarslag is een gehucht in de gemeente Het Hogeland in de Nederlandse provincie Groningen. Het ligt tussen Schouwerzijl en Mensingeweer.
Het gehucht ligt op een wierde die is opgeworpen op de oeverwal langs de vroegere loop van de Hunze. De wierde van Groot Maarslag is nog redelijk gaaf. Het is een ronde wierde, de rondweg of ossengang is nog aanwezig.
Groot Maarslag heeft nooit een eigen kerk gehad. Vanaf de wierde loopt het Lijkenlaantje naar Klein Maarslag, waar de kerk overigens al lang verdwenen is, maar het kerkhof nog steeds aanwezig is.
De naam werd in de middeleeuwen geschreven als Marsfliata, Marslete en Marslate.

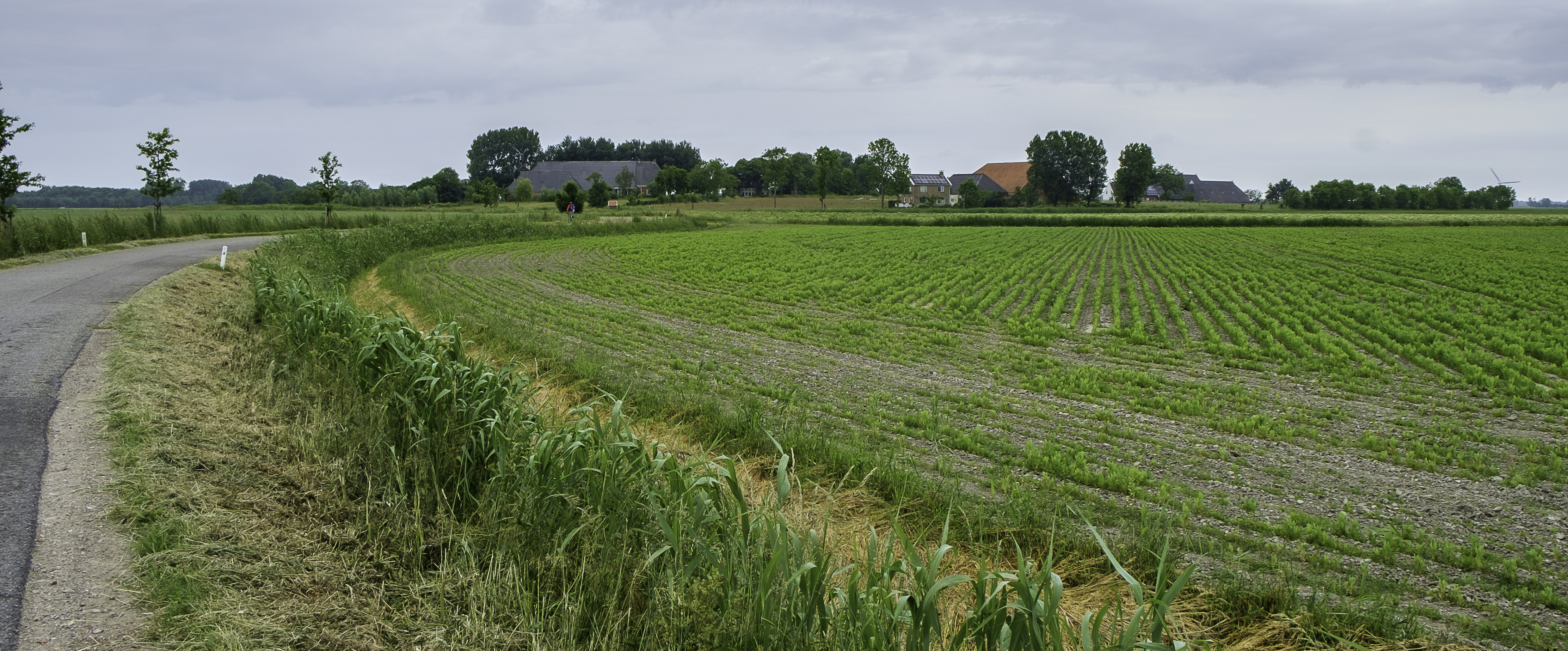
Panorama vanaf Schouwerzijl
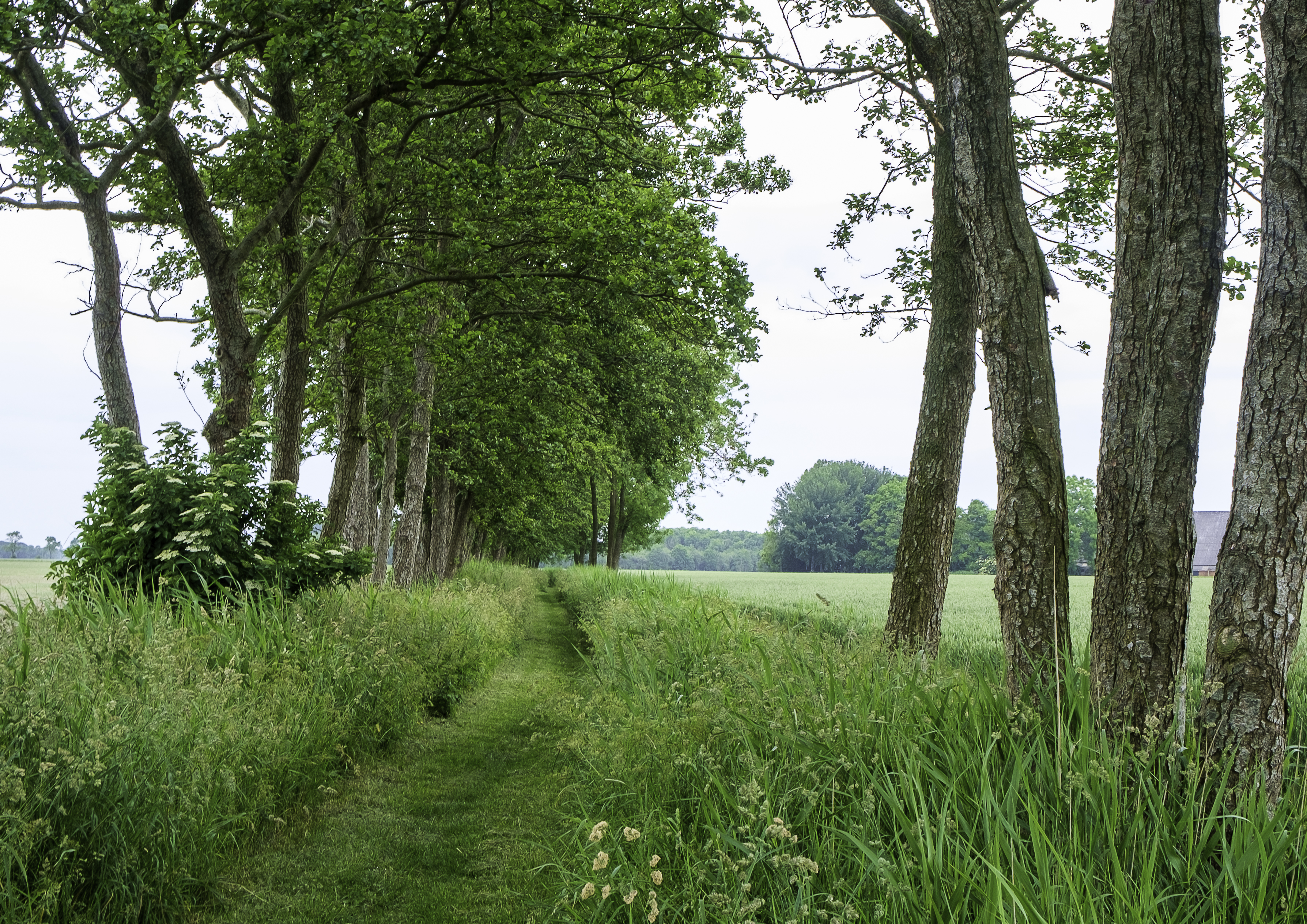
Lijkenweg tussen Groot en Klein Maarslag